# Eva Perón

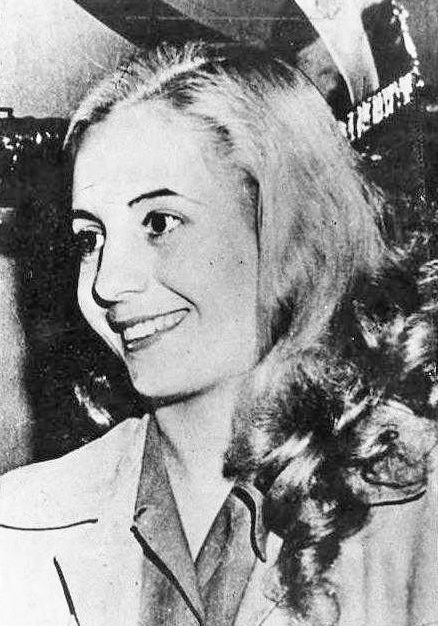
Evita (Eva Duarte de Perón) rond 1947

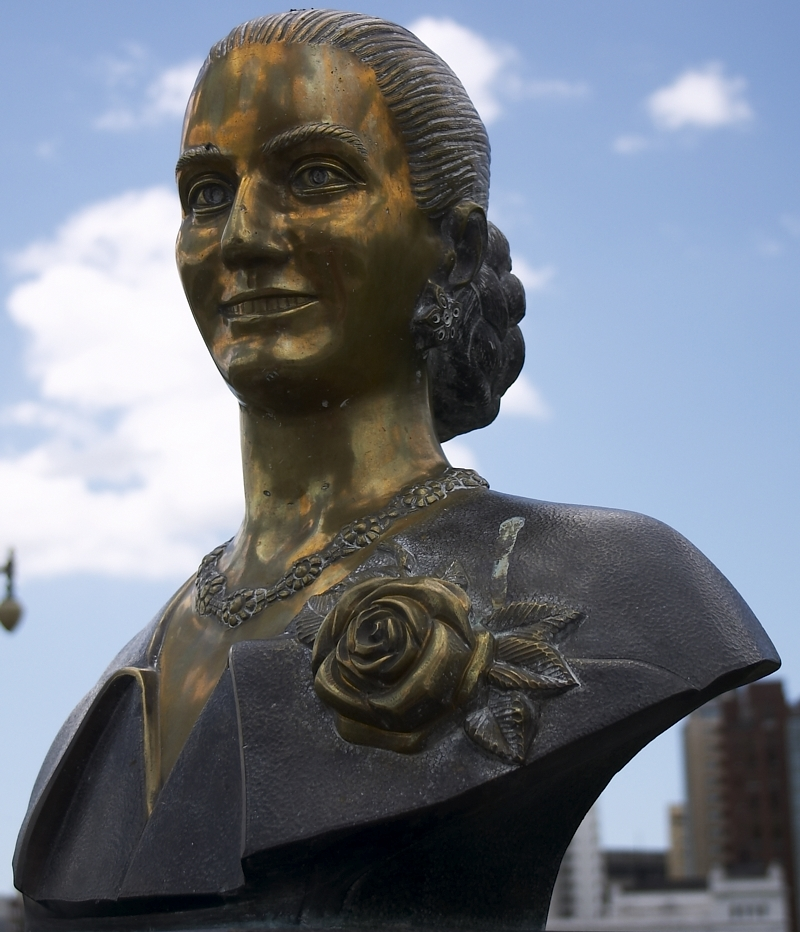
Buste van Evita Perón in La Plata

Eva Maria Duarte de Perón (Los Toldos, 7 mei 1919 – Buenos Aires, 26 juli 1952) was de tweede echtgenote van de Argentijnse president Juan Perón (1895-1974) en first lady van 1946 tot haar dood in 1952. Ze werd niet politiek verkozen, maar had wel veel macht en invloed op het regeringsbeleid. Ze had een grote schare bewonderaars onder de armen en de arbeidersklasse van Argentinië wat belangrijk was voor de machtspositie van haar echtgenoot. Ze werd liefkozend Evita genoemd, wat zoveel betekent als 'Evaatje'.
Ze richtte de Eva Perón-stichting op: een liefdadigheidsfonds voor hulp aan de armen. De vrouwenvereniging bouwde huizen en scholen, en zorgde ervoor dat iedereen recht kreeg op dezelfde medische zorg. Ze richtte ook de vrouwenafdeling van de Peronistische beweging op, de eerste politieke vrouwenbeweging in Argentinië die veel macht had.
In 1951 wilde zij vicepresident worden, maar de militaire top, maatschappelijke elite en haar eigen echtgenoot overtuigden haar ervan dat plan te laten varen. In plaats daarvan kreeg ze in 1952 de titel 'Spiritueel Leider van de Natie'.
Eva Perón was tijdens haar leven omstreden en is dat tot op de dag van vandaag gebleven. Ze maakte maar zes jaar deel uit van het politieke leven, maar is in die korte tijd het object van roddel, verdachtmakingen en mythevorming geworden. Volgens sommigen is de mythevorming rond haar persoon de meest gecompliceerde van alle moderne politieke figuren. Algemeen gesproken is het beeld dat mensen van Perón hebben ofwel veel te rooskleurig (als gevolg van Argentijnse propaganda) ofwel ongenuanceerd negatief (door de moeizame verhouding tussen de Verenigde Staten en het Perón-regime en vereenzelviging van Eva met de politiek van haar echtgenoot).
Tijdens haar leven was Eva Perón de machtigste vrouw van Argentinië en de meeste historici zijn het er over eens dat in de geschiedenis van Zuid-Amerika niemand haar invloed heeft geëvenaard. Op het moment van haar overlijden was ze waarschijnlijk de machtigste vrouw ter wereld.

## Biografie

### Jeugd

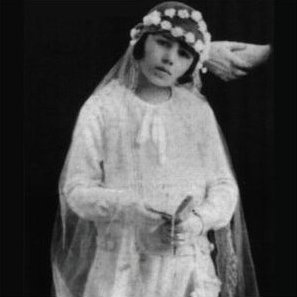
Eva Maria ter communie in 1926

Eva Maria Ibarguren werd op 7 mei 1919 geboren in het dorpje Los Toldos in de provincie Buenos Aires als vijfde kind van Juan Duarte (1872-1926) en Juana Ibarguren (1894-1971). Haar ouders zijn nooit getrouwd, al werden vier van de vijf kinderen (Blanca, Elisa, Erminda en Juan) wel door hun vader erkend. Eva Maria is echter nooit erkend door haar vader, hoewel zij later wel de achternaam Duarte heeft aangenomen. Juan Duarte kwam uit Chivilcoy, een stad dertig kilometer van Los Toldos waar hij werkte. Juana Ibarguren, een eenvoudige kokkin afkomstig uit een arm gezin van Baskische immigranten, was zijn minnares. Duarte onderhield twee gezinnen en zelfs als scheiden een optie zou zijn geweest – wat het in die tijd niet is geweest – zouden Juan en Juana waarschijnlijk niet hebben kunnen trouwen vanwege het te grote standsverschil.
Op zevenjarige leeftijd verloor Eva haar vader door een auto-ongeluk. Juana en haar vijf kinderen bleven onverzorgd achter en werden in de kleine dorpsgemeenschap van Los Toldos behandeld als outcasts. Een verhuizing naar Junín, dat bijna honderd kilometer van Buenos Aires ligt, hielp maar voor korte tijd. Al snel was ook daar iedereen op de hoogte van de familiegeschiedenis en werden de Ibargurens opnieuw met de nek aangekeken. Eva zou zich die vernedering en onrechtvaardigheid altijd blijven herinneren en er een afkeer tegen de middenklasse door ontwikkelen. Tot haar frustratie zou haar altijd nagedragen blijven worden dat ze een onecht kind was, wat als een sociale diskwalificatie gold.

### Naar Buenos Aires
Op vijftienjarige leeftijd verhuisde Eva naar Buenos Aires. Het is niet helemaal duidelijk hoe ze daar terechtkwam. Sommigen menen dat ze naar de stad werd meegenomen door de artiest Agustín Magaldi, terwijl anderen beweren dat haar moeder haar daarbij hielp. De eerste lezing van de geschiedenis werd gebruikt in de musical Evita van Andrew Lloyd Webber.
Eenmaal in Buenos Aires had Eva grote moeite om in haar levensonderhoud te voorzien, omdat ze geen diploma's en connecties bezat. Uiteindelijk vond ze werk als radio- en filmactrice en trad ze op in melodramatische B-films en Radio El Mundo soapseries. Ze werd als talentvol radioactrice beschouwd en kreeg op de duur aandelen van de radiomaatschappij in handen. Ze was regelmatig te zien in een populaire historische dramaserie over belangrijke vrouwen in de geschiedenis. Hierin speelde ze onder meer koningin Elizabeth I van Engeland, de actrice Sarah Bernhardt en de laatste tsarina van Rusland Alexandra Fjodorovna.

### Relatie met Juan Perón
Eva Duarte ontmoette kolonel Juan Perón tijdens een inzamelingsactie voor de slachtoffers van de aardbeving van San Juan. Perón werd op 9 oktober 1945 gearresteerd door zijn tegenstanders binnen de regering. Hij had zoveel aanhang onder de armen en de arbeiders, dat men vreesde dat hij in populariteit de zittende president Edelmiro Julián Farrell zou overschaduwen. Grootschalige demonstraties zorgden er echter voor dat hij op 17 oktober alweer werd vrijgelaten.
Velen denken dat het Eva Duarte is die de arbeiders tot protest aanspoorde en zo de vrijlating van Perón bewerkstelligde, zoals de musical Evita ons doet geloven. De meeste historici zijn het er echter over eens dat dit niet erg waarschijnlijk is. Duarte was nog niet in de politiek ingevoerd en genoot op dat moment dus geen aanzien. Zowel binnen de regering als binnen de wereld van radio en film kon ze op weinig sympathie rekenen, zeker niet nadat Juan Perón gevangen werd genomen. In werkelijkheid werden de massale demonstraties georganiseerd door verschillende grote vakbonden, zoals de Confederación General del Trabajo. Tot op de dag van vandaag wordt 17 oktober gevierd als Dia de la Lealtad, de dag van de loyaliteit.
Vlak na de vrijlating van Perón trouwden Eva en Juan op 21 oktober 1945. Na hun huwelijk werden al Duartes films uit de bioscopen van Argentinië gehaald. Het werd ongepast gevonden dat politici zich inlieten met mensen uit de amusementsindustrie en zeker als die in soapseries speelden.

### Peróns presidentscampagne
Eva Perón voerde veel campagne voor haar echtgenoot tijdens de aanloop naar de presidentsverkiezingen in 1946. Ze gebruikte een wekelijks radioprogramma om toespraken te houden. Haar betogen, vol van populistische retoriek, waren erop gericht om de armen en arbeiders ervan te overtuigen zich achter Perón te scharen. Hoewel ze zelf in de loop der jaren gestegen was op de maatschappelijke ladder en aanzienlijke rijkdom had vergaard, benadrukte ze haar eenvoudige afkomst om zo haar solidariteit met de arbeidersklasse geloofwaardig te maken.
Eva bezocht met haar man alle uithoeken van Argentinië en was de eerste vrouw in de Argentijnse geschiedenis die actief onderdeel uitmaakte van de campagne van haar echtgenoot. Haar verschijning was een doorn in het oog van de elite, het leger en politici, maar het volk zag haar graag. Het kende haar van de radio en van haar films en zij was daarom een uitstekend middel om de aandacht van de kiezers te trekken. Tijdens deze periode moedigde ze voor het eerst het gebruik van de koosnaam Evita aan in plaats van Eva.

### Verering van Perón
Nadat Juan Perón tot president was verkozen, kreeg zijn jonge vrouw langzaam maar zeker een prominentere politieke rol in zijn regering, tot ze op een gegeven moment meer te zeggen had dan de vicepresident. Alleen met militaire zaken bemoeide ze zich niet. Vaak wordt aangenomen dat ze populairder was dan Perón zelf, maar dat is overdreven. Alleen tijdens de laatste maanden van haar leven en kort na haar dood evenaarde haar populariteit die van haar echtgenoot.
Peróns belangrijkste rol in het Peronistische bewind was het creëren van een cultus rond Juan Perón. Zij hemelde hem op tot haast goddelijke status en vergeleek hem met Jezus Christus. Ook zei ze dat Peronisten bereid moesten zijn hun leven voor Perón te geven. Ze verkondigde regelmatig dat alleen de Peronisten echte Argentijnen waren en verweet anti-Peronisten een gebrek aan patriottisme.
Perón is het hart, de ziel, het gevoel en de realiteit van het Argentijnse volk. Iedereen weet dat er in onze beweging maar één man is met een eigen bron van licht waar wij ons allemaal mee voeden. Dat is Perón! – Eva Perón (1951)

### Regenboog-tournee
In 1947 maakte señora Perón een pr-tournee door Europa, dat Argentinië na de Tweede Wereldoorlog in toenemende mate als een fascistisch land was gaan beschouwen. Tijdens deze tournee, die bekendstond als de Regenboog-tournee, bezocht zij Spanje, Italië, Portugal, Zwitserland en Frankrijk.
In Spanje werd zij enthousiast ontvangen. Ze had een ontmoeting met Francisco Franco (1892-1975) en bezocht de tombes van Ferdinand II van Aragon en diens echtgenote Isabella I van Castilië, de monarchen die de ontdekkingsreizen naar Zuid-Amerika hadden bekostigd. Spanje was in 1947 nog herstellende van de burgeroorlog (1936-'39) en stond onder embargo van de Verenigde Naties. Franco had moeite zijn volk te voeden en de voedselhulp van Argentinië werd daarom in grote dankbaarheid aanvaard. Spanje onderscheidde Eva Perón met het grootkruis in de Orde van Isabella de Katholieke.
Haar bezoeken aan Italië, waar ze Paus Pius XII ontmoette die haar een rozenkrans schonk, Frankrijk en Zwitserland leverden meer gemengde reacties op.
De Britse minister-president Clement Attlee nodigde Perón uit om een staatsbezoek af te leggen aan Groot-Brittannië. Ze liet weten dat zij dat enkel zou overwegen als zij op Buckingham Palace zou worden ontvangen. Dit bleek niet mogelijk omdat de koninklijke familie op Balmoral Castle verbleef gedurende het geplande staatsbezoek.

### Populariteit in eigen land
Na terugkeer in Argentinië ging Eva Perón meer aandacht aan armoedebestrijding besteden. Ze richtte de Eva Perón Stichting op die erg gewaardeerd werd en een belangrijke bijdrage leverde aan de Argentijnse maatschappij. Er werden ziekenhuizen en weeshuizen opgericht die haar ruimschoots zouden overleven.
In dezelfde periode veranderde Perón haar uiterlijk. Ze liet zich niet meer zien met bijzondere kapsels en uitbundige kleding, maar verscheen alleen nog in bescheiden mantelpakjes en droeg haar haar strak achterover in een knotje. Wellicht was dit een poging om serieuzer over te komen of om haar uiterlijk in overeenstemming te brengen met haar nieuwe maatschappelijke positie. Haar politieke invloed was met de jaren enorm toegenomen, mede dankzij haar rol bij de organisatie van de vrouwenbeweging. In 1949 was ze de op een na machtigste persoon in Argentinië.
Net als rond haar echtgenoot ontstond ook rond haar persoon een cultus. Er werden stations, steden en zelfs een ster naar haar genoemd. Ondanks haar dominante aanwezigheid in het publieke leven en haar politieke invloed, waakte Perón er voor haar man niet te overschaduwen. Zij benadrukte altijd dat haar eigen daden geïnspireerd en aangemoedigd waren door de wijsheid en hartstocht van Perón – wat waarschijnlijk ook waar was.
Omdat ze immens populair was onder de werkende klasse, werd ze verafschuwd door een groot deel van de middenklasse en de maatschappelijke elite. Men keek op haar neer om haar afkomst en haar gebrek aan opleiding. Bovendien vond men dat ze als vrouw en als first lady veel te politiek actief was. Perón noemde hen neerbuigend de oligarchen. Haar wraakzucht ten opzichte van deze groep was berucht. Eén woord van kritiek of teken van disloyaliteit was voor haar voldoende om iemand uit de regeringskringen te verstoten.

### Vicepresidentschap
In 1951 deed Perón een poging (onder druk van het volk) om voor de aankomende verkiezingen als vicepresident op de kieslijst te komen. Deze stap werd haar bijzonder kwalijk genomen door de militaire top, die haar groeiende macht al die tijd toch al met lede ogen had aangezien. Ter ondersteuning van haar voornemen organiseerden de vakbonden een massabijeenkomst, de 'Cabildo Abierto', waaraan twee miljoen mensen deelnamen. Het was de grootste demonstratie ooit gehouden voor een vrouwelijke politicus.
Perón vroeg het volk om bedenktijd en besloot uiteindelijk om haar kandidatuur terug te trekken. De officiële uitleg bij die beslissing was dat ze had ingezien dat haar plaats naast Juan Perón was als echtgenote en niet als lid van zijn regering. Ze sprak de hoop uit de geschiedenisboeken in te gaan als 'de vrouw die het volk tot Perón bracht'. Er wordt aangenomen dat ze in werkelijkheid toegaf aan de druk van de legerleiding. Er zijn bronnen waaruit blijkt dat de militaire top dreigde het regime omver te werpen als ze vicepresidente zou worden en zij daarmee macht over het leger zou verkrijgen. Daar kwam nog bij dat haar gezondheid op dat moment zo slecht was dat zij fysiek niet in staat zou zijn geweest om het ambt dat zij zo ambieerde uit te voeren.
In datzelfde jaar begiftigde prins Bernhard haar namens het Koninkrijk der Nederlanden met het Ridder Grootkruis in de Orde van Oranje-Nassau.

### Ziekte
In november 1951 werd bij Eva Perón baarmoederhalskanker geconstateerd. Tijdens de operatie waarbij haar baarmoeder werd verwijderd bleek dat de kanker zich al door de gehele buikholte had uitgezaaid en dat ze ten dode was opgeschreven.
Op 4 juni 1952 werd Juan Perón opnieuw president. Het was de eerste verkiezing waarbij vrouwen mochten stemmen en de inzet van zijn echtgenote voor de politieke organisatie van vrouwen had een belangrijk aandeel in Peróns herverkiezing. Er werd ter viering van de overwinning een parade gehouden waaraan de Peróns samen deelnamen. Eva was toen echter al zo ziek dat zij zich niet meer zelfstandig staande kon houden. Een grote bontjas verborg een korset van gips en ijzerdraad waardoor ze voor de duur van de optocht in een open wagen naast haar man kon staan. Mogelijk kwam dit ook doordat zij tussen 1 mei 1952 en haar overlijden een paar maanden later een gedwongen lobotomie had ondergaan. Volgens een van haar verpleegkundigen at zij hierna slechter en heeft dit mogelijk haar overlijden bespoedigd.
Een paar dagen na Peróns inauguratie werd Eva Perón uitgeroepen tot 'Spiritueel Leider van de Natie'.

### Overlijden
Op 26 juli 1952 om drie minuten voor half negen 's avonds overleed de vrouw van de president op 33-jarige leeftijd. Het land ging na de bekendmaking onmiddellijk in rouw. De bioscopen stopten hun voorstellingen, restaurants sloten en radioprogramma's werden onderbroken met de boodschap: Het is mijn droevige plicht u mede te delen dat om 20:25 uur Eva Perón, Spiritueel Leider van de Natie, de onsterfelijkheid is binnengetreden. Er was voor gekozen om de tijd van overlijden vijf minuten voor half negen te noemen, omdat men vond dat dit makkelijker te onthouden was.
Haar dood leidde tot een groots publiek spektakel. Men schat dat één miljoen mensen langs haar baar liepen om haar de laatste eer te bewijzen. Bij uitzondering kreeg zij een staatsbegrafenis, wat normaal gesproken voorbehouden is aan verkozen politici. Tijdens de processie van haar doodskist door de straten van Buenos Aires werden zeventien toeschouwers doodgedrukt en duizenden moesten naderhand met verwondingen in ziekenhuizen worden opgenomen. Na haar begrafenis diende een vakbond een verzoekschrift in bij het Vaticaan om Eva Perón heilig te laten verklaren.
De massaliteit van de rouw na de dood van Eva Perón is tot op heden (2022) alleen geëvenaard door de reacties op het plotselinge overlijden van Diana, prinses van Wales, op 31 augustus 1997.

## Stoffelijk overschot

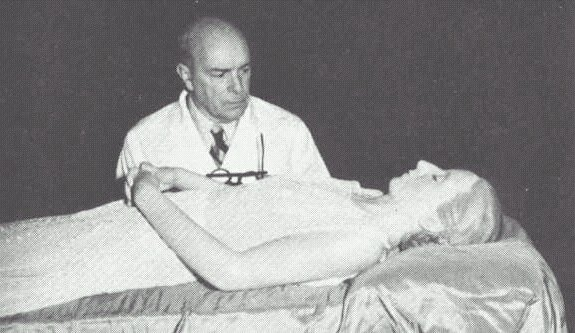
Dr. Pedro Ara bij het gebalsemde en opgebaarde lichaam van Perón

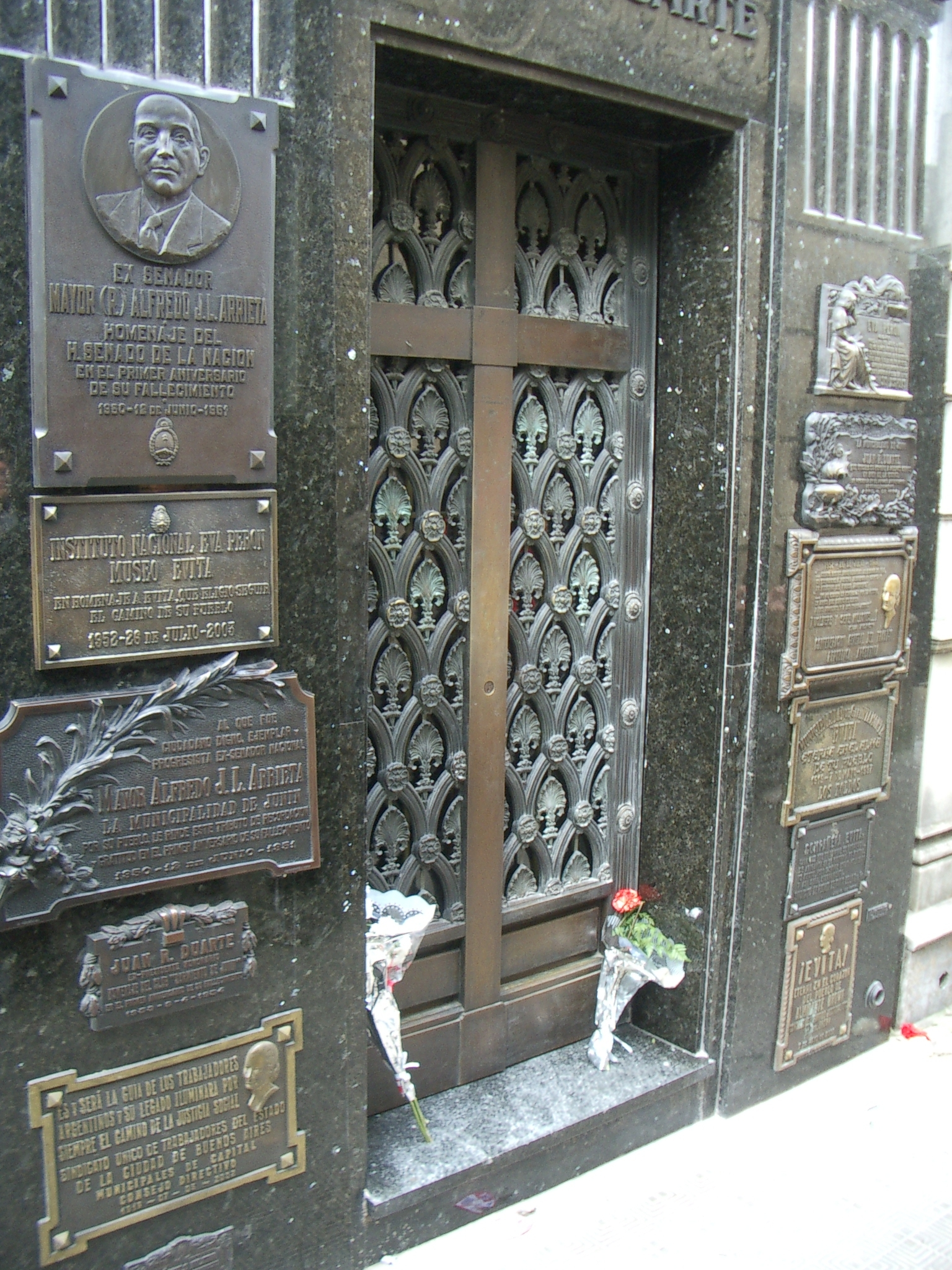
De Duarte-tombe op begraafplaats van Recoleta in Buenos Aires

Het lichaam werd gebalsemd door de arts Pedro Ara. Kort na haar dood ontstond het idee om een monument te harer nagedachtenis op te richten. Men had een beeld in gedachten van een arbeider groter dan het Vrijheidsbeeld. In de sokkel zou haar lichaam worden bewaard, waar het - net als Lenins gebalsemde lichaam op het Rode Plein - voor het publiek te bezichtigen zou zijn.
Voordat dit monument gerealiseerd kon worden, werd Juan Peróns regime echter in 1955 omver geworpen door een militaire coup. Omdat hij overhaast het land moest verlaten, had hij geen tijd om het lichaam van zijn vrouw in veiligheid te brengen. De leiders van het dictatoriale bewind dat Argentinië vervolgens regeerde, waren bang dat haar lichaam een symbool van peronisme en een inspiratiebron voor revolutionairen zou worden. Haar lijk werd daarom door het leger weggehaald bij dokter Ara, die het tot dan toe in afwachting van het gereedkomen van het grafmonument bewaard had.
Het lijk werd twee jaar lang van de ene geheime locatie naar de andere gebracht en uiteindelijk in 1957 naar Milaan verscheept, waar ze onder een valse naam ('Maria Maggi') werd begraven. In 1971 werd ze opgegraven en aan Perón aangeboden, die op dat moment in Spanje in ballingschap leefde. Hij bewaarde het in zijn eigen huis, waar hij met zijn nieuwe echtgenote Isabel Martínez woonde.
In 1973 werd Perón voor de derde keer president van Argentinië, maar hij stierf acht maanden later (op 1 juli 1974). Hij had toen nog altijd geen mogelijkheid gezien om Eva's overschot terug naar Argentinië te laten overbrengen. Daarvoor zorgde Martínez, die in tegenstelling tot haar voorgangster wél vicepresident van Argentinië was geworden en door de dood van haar echtgenoot de nieuwe presidente werd. Zij herenigde Juan en Eva in een koelkamer in het presidentieel paleis en liet ze samen opbaren. Daarna werden ze gescheiden begraven: Juan op de begraafplaats La Chacarita en Eva in het Duarte-familiegraf op La Recoleta.
Na de staatsgreep in 1976, die Jorge Videla aan de macht bracht, werd Eva's lichaam opnieuw verplaatst. Na zes maanden kreeg de familie het terug en werd afgesproken dat ze onder stalen platen (om grafschennis met welk doel dan ook te voorkomen) zou worden herbegraven in de Duarte-tombe.
Sindsdien wordt gelobbyd om beide lichamen wederom te verenigen. Met dit doel is een stichting opgericht en grond verworven waar een nieuw, gezamenlijk grafmonument kan worden opgericht. Sterke protesten tegen dit plan (onder meer door de zusters van Eva) en gebrek aan geld hebben ervoor gezorgd dat dit (nog) niet gerealiseerd werd.
- Bibsys: 90213036
- Biblioteca Nacional de Chile: 000039645
- Biblioteca Nacional de España: XX925219
- Bibliothèque nationale de France: cb12124774g (data)
- Catàleg d'autoritats de noms i títols de Catalunya: 981058513849906706
- CiNii: DA10661166
- Gemeinsame Normdatei: 118739980
- International Standard Name Identifier: 0000 0000 8374 0442
- Library of Congress Control Number: n79091465
- National Archives and Records Administration: 10582838
- Bibliotheek van het Japanse parlement: 00621277
- Nationale Bibliotheek van Tsjechië: jn20000720222
- Nationale bibliotheek van Australië: 35417580
- Nationale Bibliotheek van Israël: 987007266422005171
- Nationale Bibliotheek van Polen: a0000001182058
- Nationale en Universitaire bibliotheek Zagreb: 000366717
- Nederlandse Thesaurus van Auteursnamen: 068910622
- Réseau des bibliothèques de Suisse occidentale: 02-A003684786
- Istituto Centrale per il Catalogo Unico: LO1V149643
- LIBRIS: 83362
- SNAC: w6xs68jw
- Système universitaire de documentation: 027367495
- Trove: 945455
- Virtual International Authority File: 39410524
- WorldCat: E39PBJcgrv4gJBJMgJDYwpvfv3